# Vladan Giljen
Vladan Giljen (ur. 12 lipca 1989 w Nikšiciu) – czarnogórski piłkarz grający na pozycji bramkarza w KS Kastrioti.

## Kariera
Karierę rozpoczął w klubie ze swojego miasta, Sutjesce. W 2010 trafił do Nacionalu, z którym podpisał pięcioletni kontrakt. Zadebiutował w meczu 4. rundy Taça de Portugal 20 listopada 2011 w wygranym po rzutach karnych (2:2, 5:4) meczu przeciwko FC Paços de Ferreira. W lidze pierwszy mecz zagrał 8 stycznia 2012 w wygranym 3:0 wyjazdowym meczu przeciwko Gil Vicente. We wrześniu 2013 podpisał kontrakt z OFK Beograd. 31 stycznia 2014 przeszedł do Čeliku Nikšić. W styczniu 2015 trafił do KF Tërbuni, a w lipcu 2015 przeniósł się do KS Kastrioti.